# Věra Nosková
Pour les articles homonymes, voir Noskova.
Věra Nosková est une journaliste et écrivain tchèque, née le 9 avril 1947 à Hroznětín, près de Karlovy Vary.

## Biographie
De son enfance jusqu'à sa vingtième année, elle vit en Bohême du Sud, dans la ville de Strakonice. Elle y étudie au lycée et passe l'épreuve du baccalauréat. Tout en travaillant dans un jardin d'enfants, elle étudie la pédagogie à Prague. Dans l'intervalle et jusqu'en 1990, elle change seize fois d'emploi, mais travaille principalement comme institutrice de jardin d'enfants.
Après 1989, elle se consacre pendant seize ans au travail de journaliste. Elle travaille ainsi au journal tchèque Český deník, au journal économique Hospodářské noviny et collabore également à des émissions de radio. Outre des articles de vulgarisation scientifique, elle écrit principalement des reportages, des dialogues et des feuilletons. Elle publie six livres, mais seul le quatrième a rencontré du succès auprès des lecteurs et des critiques, le roman Bereme, co je (Nous prenons ce qui vient), qu'elle a édité elle-même. Ce roman autobiographique traite du problème de l'adolescence dans la petite ville de Strakonice. Le roman a été nommé pour le prix Magnesia Litera. Le roman Obsazeno (Occupation) a été nommé pour le prix Josef Škvorecký et le livre d'histoires Ať si holky popláčou (Les gamines pleurnichant) pour le prix Božena Němcová.
En 1995, elle fonde le club tchèque de sceptiques Sisyfos, qui présente la société avec un sens critique. En 2003, elle crée une société d'édition. Věra Nosková est mariée, a deux fils et vit à Prague-Bubeneč. Elle travaille à un nouveau livre : Víme svý (Nous savons l'affaire).

## Œuvres littéraires publiées en tchèque
- Je to hustý (L'affaire est brute), Věra Nosková, Prague 2003.
- Inkoustové pádlo (Pagaie encrée) - collection de poésies, Věra Nosková, Prague 2005.
- Bereme, co je (Nous prenons ce qui vient), Abonent ND, Prague 2005.
- Ať si holky popláčou (Les gamines pleurnichant)), Abonent ND, Prague 2006.
- Obsazeno (Occupation), MozART, Prague 2007.
- Ve stínu mastodonta (Dans l'ombre du mastodonte), Věra Nosková, Prague 2008.